# Parafia Ewangelicko-Augsburska w Mrągowie
Parafia Ewangelicko-Augsburska w Mrągowie – parafia Kościoła Ewangelicko-Augsburskiego w RP w Mrągowie, należąca do diecezji mazurskiej. Mieści się przy ulicy Kościelnej 2. W 2017 liczyła 306 wiernych.

## Historia

### Mrągowo

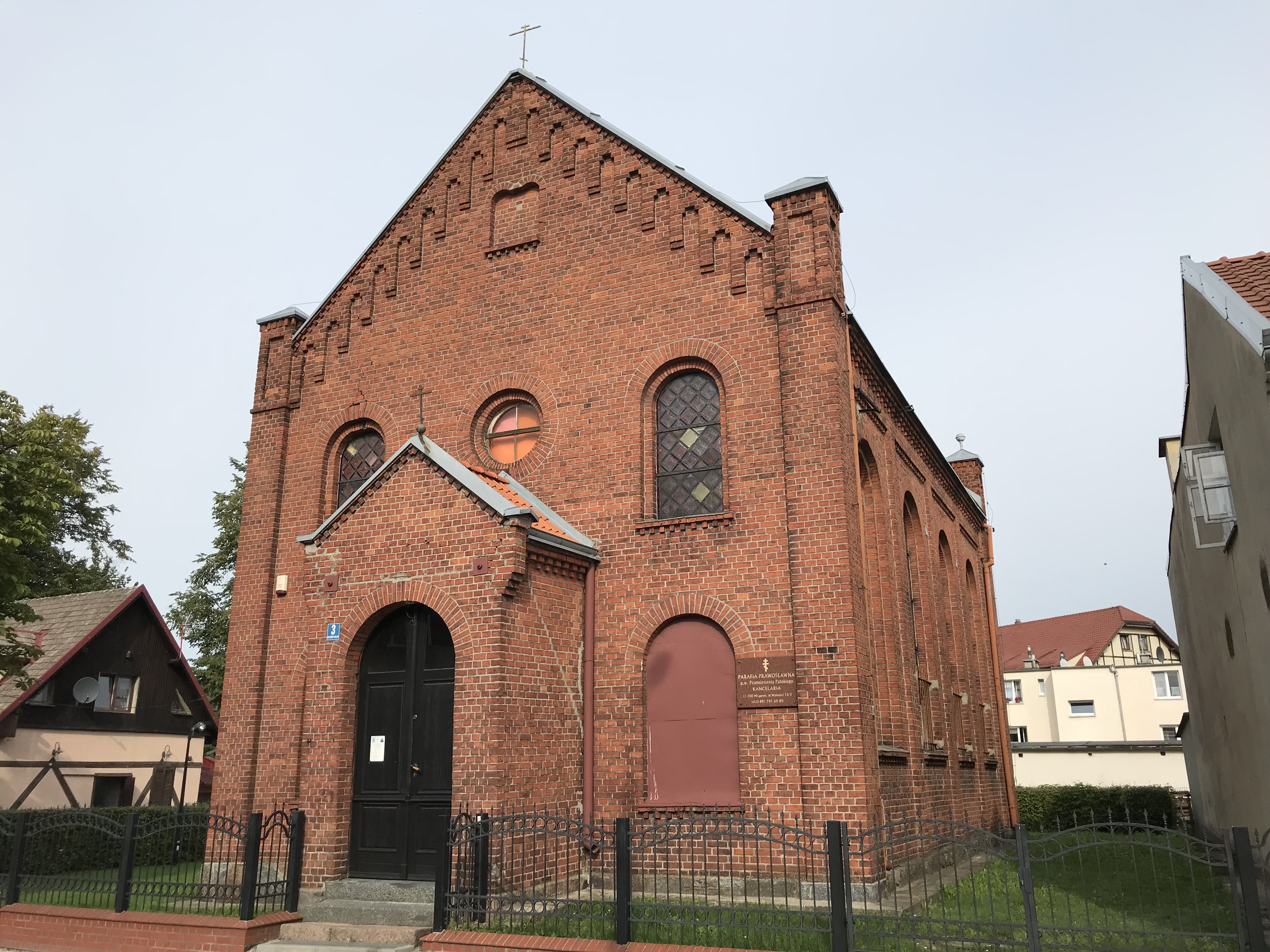
Dawna kaplica baptystyczna, wcześniej synagoga, gdzie nabożeństwa ewangelickie odbywały się od zakończenia II wojny światowej do odbudowy kościoła w 1961

Początku parafii ewangelicko-augsburskiej w Mrągowie należy upatrywać już w początkach Reformacji, a konkretnie w momencie, gdy ostatni wielki mistrz zakonu krzyżackiego Albrecht Hohenzollern dokonał (przede wszystkim przez Hołd pruski 1525) sekularyzacji państwa zakonnego przekształcając je w 1525 roku w luterańskie Prusy Książęce. Nowe wyznanie szybko zyskało licznych zwolenników w Sensburgu, a nową administrację kościelną powołano już w roku 1528. W latach 1529 i 1531 kętrzyński archiprezbiter Michał Meurer przeprowadzał wizytacje ustalając m.in. wysokość podatków kościelnych obciążających miasto i okoliczne wsie. Przez roszczenia parafii luterańskiej do posiadłości znajdującej się blisko miasta (należącej wcześniej do braci zakonnych) kaplicy św. Jerzego w 1541 opodatkowano ich użytkowników czynszem gruntowym.
W 1725 parafia w Mrągowie stała się częścią archiprezbiteriatu kętrzyńskiego. W 1754 zbudowany został nowy kościół. Początkiem XIX wieku doszło do likwidacji archiprezbiteriatu i utworzona została superintendentura mrągowska.
W latach 1895–1925 miejscowym proboszczem pozostawał ks. Johann Julius Rymarski. W latach 20. XX wieku parafia liczyła 10.000 członków. Działała przy niej stacja diakonijna oraz duszpasterstwa środowiskowe. Istniał tu także dom zborowy. Na jej terenie działalność prowadziło 14 szkół.
W 1925 parafię objął ks. Otto Karl Matern, sprawując swoje stanowisko do 1945. W parafii pracowali ponadto m.in. ks. Hermann Blankerts (1929–1933), ks. Ernst Szczepan (1933–1937) oraz ks. Günter Baumgart (1938-1945).
Pierwszym powojennym proboszczem został w 1946 ks. Jan Sczech. W grudniu 1947 dzięki wydanej wówczas zgodzie przez ks. seniora Edmunda Friszke, w należącej do parafii kaplicy cmentarnej swoje nabożeństwa zaczęli sprawować wierni kościoła prawosławnego.
W 1949 parafia liczyła 4000 wiernych. Wobec zniszczenia kościoła, nabożeństwa prowadzone były w dawnej kaplicy baptystycznej. 
W 1951 powołany został komitet odbudowy kościoła. W okresie tym parafia mrągowska liczyła około 4000 wiernych, jednak pod jej opieką znajdowało się w sumie 8378 osób, ponieważ administrowała ona również parafiami w Baranowie (1413 wiernych), Szestnie (1275 wiernych), Nakomiadach (1051 wiernych) i Użrankach (639 wiernych). W marcu 1952 sama parafia mrągowska skupiała 4250 członków.
Na terenie miasta działalność rozpoczęli prowadzić metodyści, którzy w 1951 uruchomili swoją kaplicę w budynku przy ul. 8 Maja 15, o pozyskanie którego starania prowadziła parafia ewangelicka. W celu ograniczenia rozprzestrzeniania się tego wyznania w pobliskich miejscowościach, w sierpniu 1953 Referat do Spraw Wyznań w Mrągowie zakazał prowadzenia nabożeństw misyjnych w domach prywatnych. W maju 1954 na mocy decyzji Urzędu do Spraw Wyznań przy Wojewódzkiej Radzie Narodowej w Olsztynie metodystom zakazano działalności na terenie Mrągowa, a funkcjonujący tu zbór tego wyznania, liczący około 600 osób, przeszedł do Kościoła Ewangelicko-Augsburskiego wraz ze swoimi duszpasterzami.
W 1958 parafia skupiała około 1800 wiernych. Stanowisko tutejszego administratora pełnił wówczas ks. Edward Busse, który sprawował również jednocześnie zarząd nad parafiami w Szestnie (520 wiernych), Olecku (82 wiernych) i Ełku (47 wiernych). 13 listopada 1960 ks. Busse został wybrany proboszczem parafii.
8 października 1961 poświęcony został odbudowany kościół ewangelicki w Mrągowie. W uroczystości tej udział wziął biskup Kościoła Ewangelicko-Augsburskiego w PRL ks. Andrzej Wantuła, ks. bp. Karol Kotula, ks. senior Alfred Jagucki, jak również inni księża diecezji mazurskiej oraz Kościoła Szwecji.
We wrześniu 1965 stanowisko administratora parafii objął ks. Jan Krzywoń, który we wrześniu 1965 wystosował wniosek do Konsystorza o przekształcenie parafii w Baranowie, Szestnie i Użrankach w stacje kaznodziejskie podległe parafii mrągowskiej. W 1959 do parafii włączono także stacje kaznodziejskie w Dłużcu, Nawiadach i Pieckach, a w 1970 – w Krutyni i Ukcie.
Ksiądz Krzywoń pełnił funkcję administratora parafii do końca lipca 1980, a jego następcą został ks. Wilhelm Firla, wybrany następnie proboszczem. W 1983 w parafii było około 300 wiernych.
Proboszcz Firla sprawował to stanowisko do marca 1988. Kolejnym proboszczem został ks. Piotr Mendroch, wybrany w grudniu 1987 i wprowadzony w urząd w marcu 1988. W chwili tej parafia skupiała około 400 członków i posiadała stacje kaznodziejskie w Nawiadach, Pieckach, Szestnie i Użrankach.
W latach 1995–1996 powstał budynek stacji socjalnej. W 1998 zainaugurowano prowadzenie w Mrągowie tygodni ewangelizacyjnych.

### Użranki

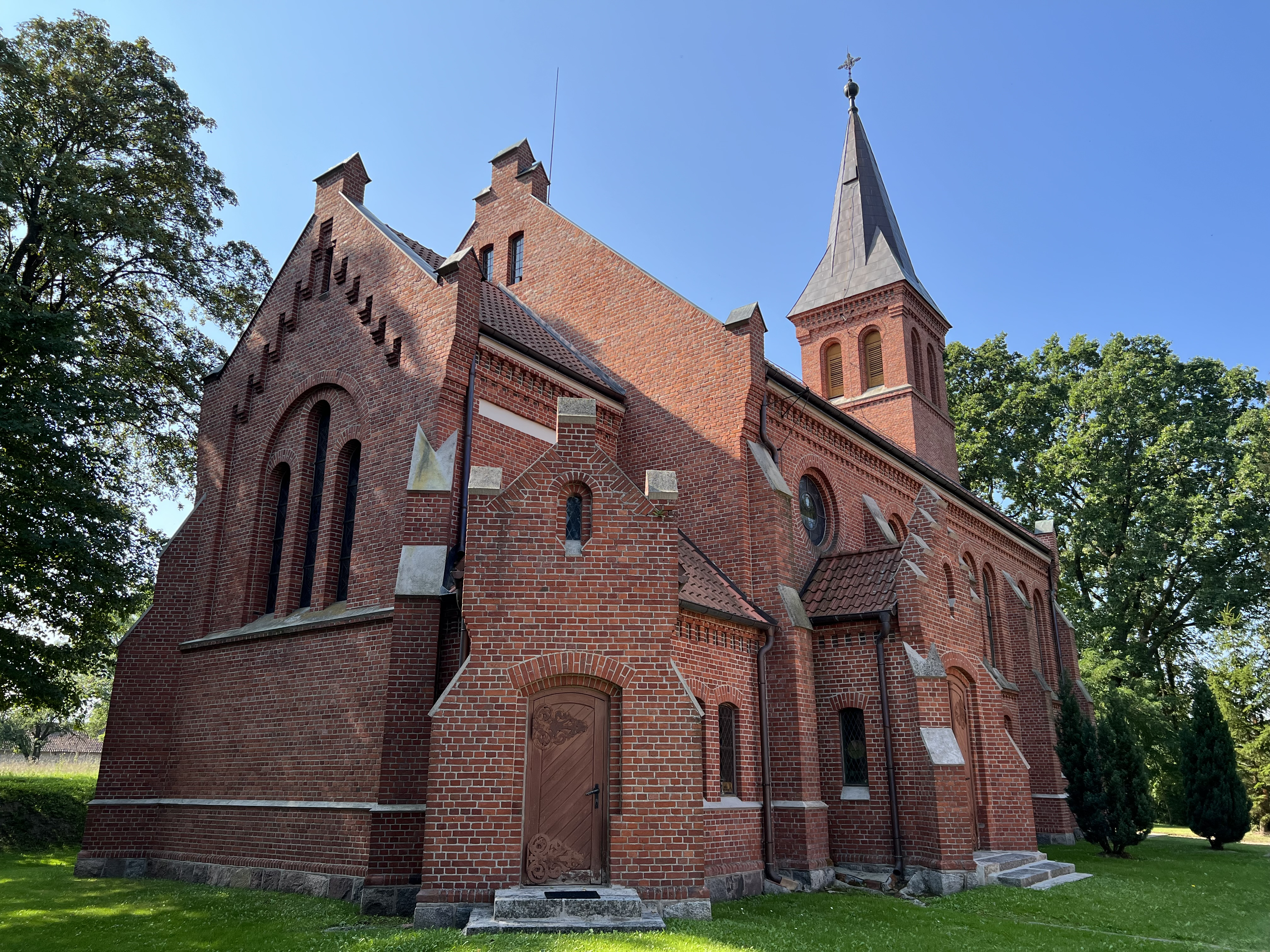
Dawny kościół ewangelicki w Użrankach

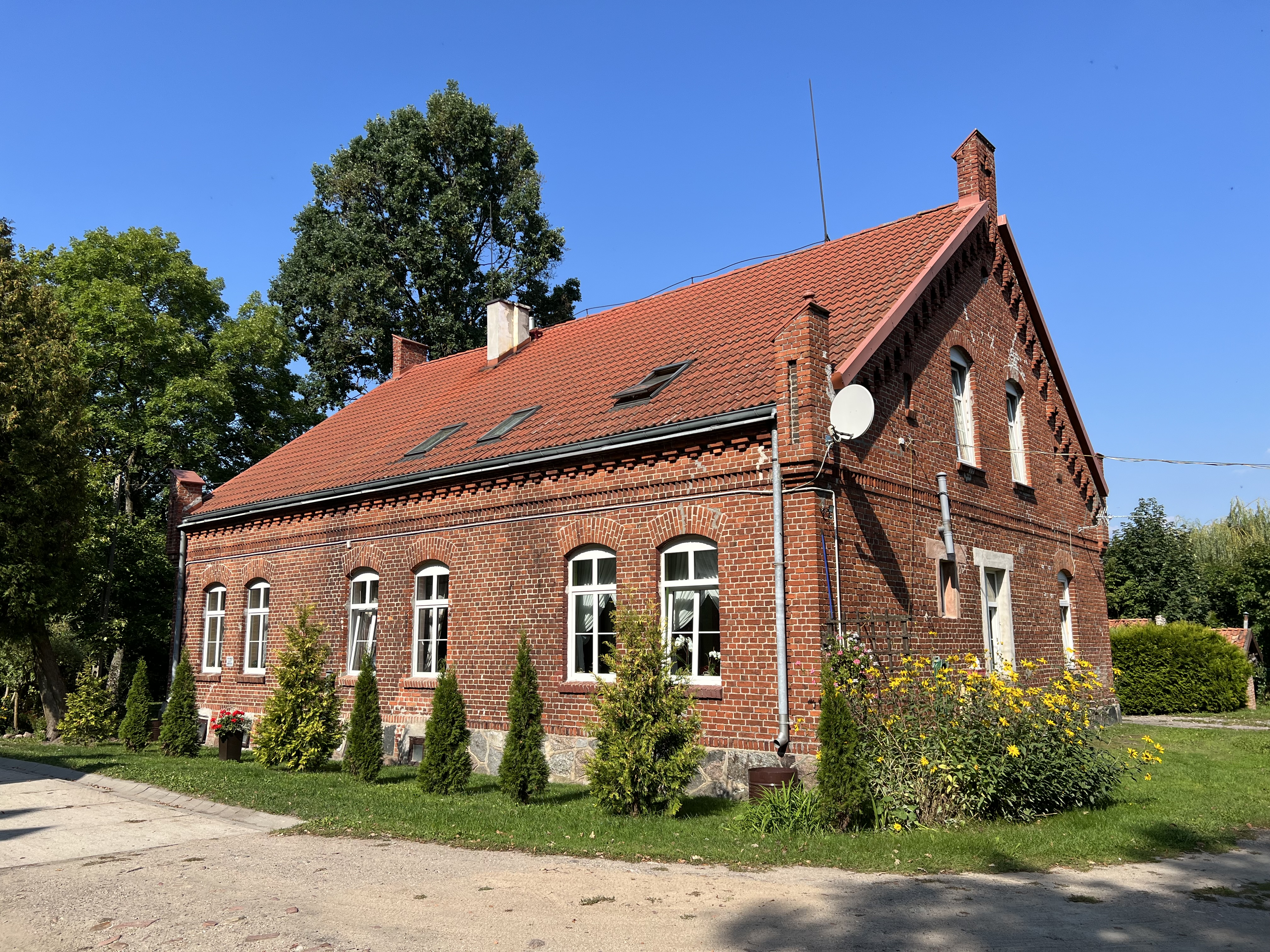
Współczesna kaplica ewangelicka w Użrankach

Parafia ewangelicka w Użrankach została utworzona w 1892 dzięki wydzieleniu jej z obszaru parafii w Rynie. W 1895 został tu oddany do użytku neogotycki kościół, zbudowany z czerwonej cegły. 
W latach 20. XX wieku parafia w Użrankach liczyła 1900 członków i obejmowała swoim obszarem 7 wsi. Działała tu stacja diakonijna, a na jej terytorium funkcjonowały 4 szkoły.
Po II wojnie światowej parafia kontynuowała działalność, a pierwszym powojennym miejscowym duszpasterzem został ks. Jan Sczech. Następnie była obsługiwana przez duchownych dojeżdżających z Mrągowa jako stacja kaznodziejska podległa tej parafii.
Według stanu na 9 lipca 1971 zbór w Użrankach użytkował kościół oraz salę do nauczania kościelnego, która stanowiła również zakrystię i miejsce prowadzenia nabożeństw w okresie zimowym. W 1972 ewangelikom oficjalnie przywrócone zostało prawo własności kościoła, natomiast reszta dawnego majątku parafii pozostała własnością gminy.
Należący do parafii w Mrągowie kościół w Użrankach w 1983 został wynajęty parafii rzymskokatolickiej, a nabożeństwa rozpoczęto prowadzić w kaplicy urządzonej w salce w sąsiednim budynku, stanowiącym wówczas mienie gminy. 7 grudnia 1994 kościół został sprzedany katolikom.
W 2019 filiał w Użrankach liczył 10 wiernych. Nabożeństwa prowadzone są raz w miesiącu i w święta w kaplicy w budynku przy dawnym kościele ewangelickim. W pozostałe niedziele miejscowi wierni są dowożeni do kościoła w Mrągowie.

### Nawiady

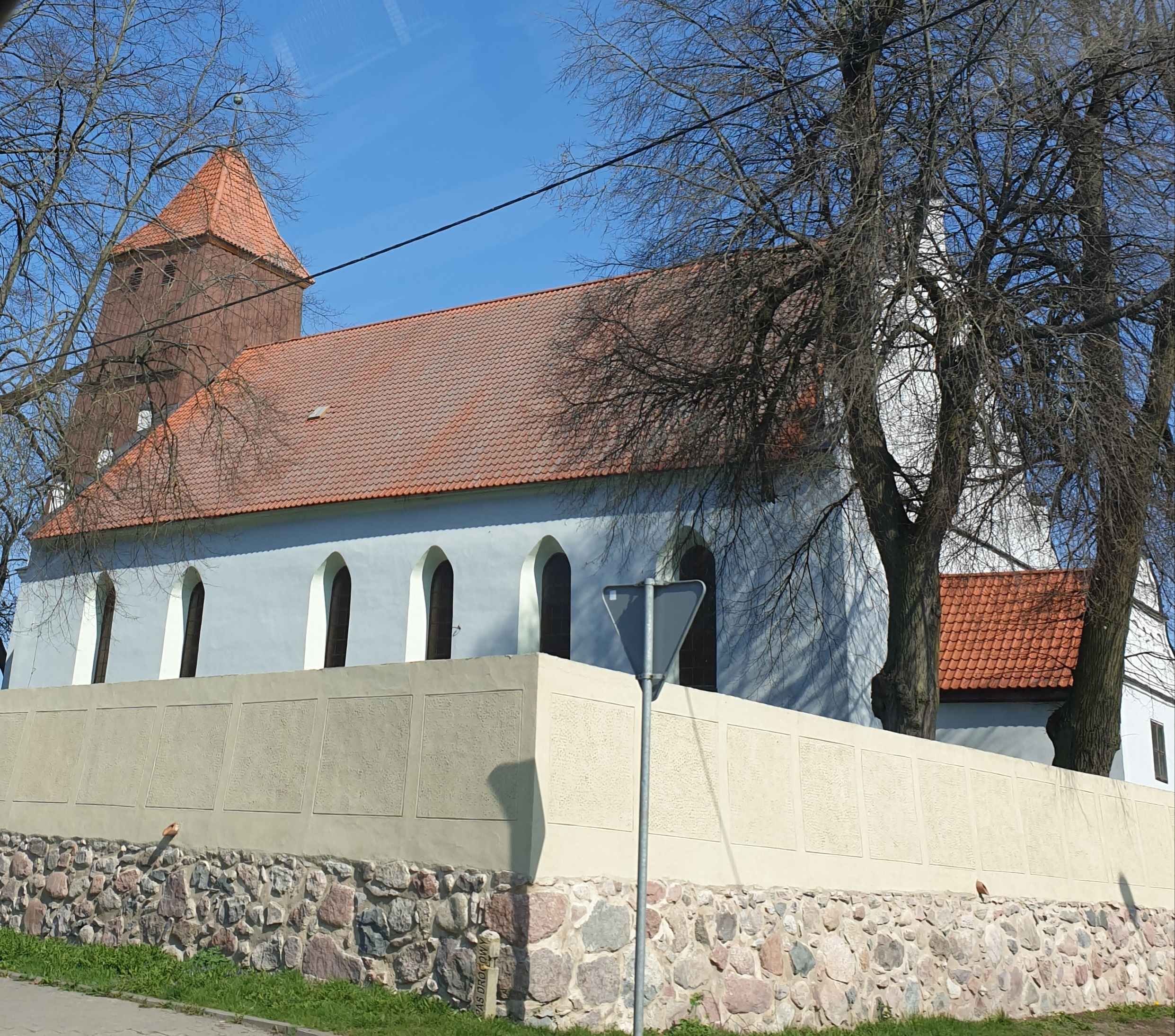
Dawny kościół ewangelicki w Nawiadach

Pierwsze wzmianki o istnieniu kościoła w Nawiadach pochodzą z 1437. W 1637 dostawiono do niego obecną wieżę, a w 1670 – zakrystię. Obiekt był wielokrotnie remontowany, jak choćby w latach 1933–1934.
W latach 20. XX wieku parafia w Nawiadach skupiała 7000 wiernych. Posiadała kaplicę filialną w Pieckach, planowano budowę kolejnej kaplicy w Dłużcu. Poza kościołem, parafia dysponowała domem zborowym oraz prowadziła stację diakonijną. Na jej obszarze działało 19 szkół. W latach 1933–1934 w Pieckach został wybudowany kościół i utworzono tam samodzielną parafię.
Po zakończeniu II wojny światowej opiekę nad wiernymi z Nawiad zaczął pełnić dk. Edward Szendel z parafii w Ukcie. Kościół ewangelicki został 27 września 1945 przekazany katolikom przez starostę mrągowskiego.
16 lutego 1946 dk. Szendel przybył do miejscowości w celu objęcia nieruchomości należących wcześniej do parafii, na które składał się kościół, trzy parterowe budynki stanowiące plebanię, obiekty gospodarcze, ogród i pola uprawne. Plebania i budynki gospodarcze zostały wcześniej przekazane przez naczelnika ziemskiego z Mrągowa jednemu z nowych osadników. Parafia w tym momencie liczyła 122 zadeklarowanych członków i 1914 niezadeklarowanych (co spowodowane było prześladowaniem ludności mazurskiej przez nowe władze gminne). Na jej obszarze mieszkało wówczas 762 katolików. Sekretarz gminy poinformował diakona o przekazaniu kościoła na rzecz katolików. 17 lutego dk. Szendel przyjechał tu ponownie w celu poprowadzenia nabożeństwa w kościele, jednak obecny na terenie parafialnym katolicki kościelny poinformował go, że klucze do kościoła zostały zabrane przez wójta i nie udostępni mu obiektu, do czasu przedstawienia dokumentu od wójta, że kościół jest własnością ewangelików. Nabożeństwo w tym dniu odbyło się przed kościołem. Wójt nie wyraził zgody na zwrot kościoła prawowitym właścicielom.
Według stanu na grudzień 1946 nieruchomości należące do parafii były już zwrócone ewangelikom. Do parafii należało wówczas 550 osób zadeklarowanych i 860 niezadeklarowanych. W tym samym roku zawiązana została tymczasowa rada kościelna. 
W 1947 parafia liczyła 1342 wiernych, 38 dzieci brało udział w zajęciach szkółki niedzielnej, działał też 28-osobowy chór pod batutą miejscowego organisty, Juliana Langera.
W 1951 na obszarze parafii działalność duszpasterską próbowali prowadzić metodyści.
W marcu 1952 do parafii należało 1900 członków. W 1952 opiekę duszpasterską nad Nawiadami przejął dk. Henryk Jarzombski, w kwietniu 1954 oddano ją na powrót w ręce dk. Szendela, a już w maju tego roku objął ją dk. Gerhard Dosch. Diakon Dosch pracował tu do września 1956, a następnie duszpasterzem parafii został magister teologii Rudolf Lejczyk. 
W parafii istniał problem ze zorganizowaniem mieszkania dla duchownego, ponieważ plebania została zajęta w początku lat 50. XX wieku przez władze i urządzono tam izbę porodową, a następnie budynek ten wraz z parafialnymi zabudowaniami gospodarczymi i należącą do niej ziemią uprawną zajmowała spółdzielnia produkcyjna działająca do końca 1956, a po jej zamknięciu budynki te stały opuszczone. W związku z tym w styczniu 1957 rada parafialna zwróciła się z wnioskiem do Gromadzkiej Rady Narodowej o zwrot jej mienia. 30 września 1957 parafia pozyskała północną połowę plebanii z 3 pomieszaniami na parterze i 3 na poddaszu. W 1958 potwierdzono jej prawo własności i wyłącznego użytkowania przez nią kościoła, domu parafialnego i cmentarza.
9 kwietnia 1958 administratorem parafii został ks. Ryszard Małłek z parafii w Ukcie. Duszpasterzem w Nawiadach pozostawał wówczas mgr teologii Jan Noga, ordynowany na księdza 21 września 1958 w tutejszym kościele. W końcu listopada 1958 w parafii było 653 wiernych.
Ksiądz Noga pełnił pracę w Nawiadach do końca października 1959, a jego następcą został wówczas ks. Tomasz Bruell. Od września 1960 do czerwca 1962 posługę duszpasterską pełnił tu ks. Jan Szarek, a po nim do kwietnia 1966 w parafii pracował ks. Wiesław Grochal. W lutym 1963 liczyła ona 572 członków.
Ostatnim stałym duszpasterzem zboru w Nawiadach był ks. Jan Gogółka z parafii w Ukcie, pracujący tu od maja 1966 do kwietnia 1967. W 1967 parafia w Nawiadach została przekształcona w stację kaznodziejską podległą parafii w Ukcie i obsługiwana była przez jej duchownych. 
W lipcu 1969 miejscowa stacja kaznodziejska liczyła już tylko 100 wiernych i została wówczas przyłączona do parafii w Mrągowie. 
Końcem kwietnia 1981 zostały wybite szyby w budynku kościoła. 1 maja tego roku do ewangelickiej kościelnej przybyły cztery kobiety wyznania rzymskokatolickiego, które zażądały od niej wydania kluczy od luterańskiego kościoła. Wobec odmowy, tego samego dnia do kościoła w Nawiadach wtargnął rzymskokatolicki wikariusz z Piecek razem z wiernymi, zajmując obiekt. Nie udało się ustalić, jak katolicy weszli w posiadanie klucza do obiektu, wobec niewydania im go przez kościelną. 2 maja przybyły w obliczu zajścia do wsi duszpasterz parafii ewangelickiej z Ukty, ks. Wilhelm Firla, przemówił do katolików, pilnujących budynku cała dobę, potępiając dokonany przez nich czyn i zamknął kościół. Po zawiadomieniu milicji, komendant jednostki skontaktował się z proboszczem parafii rzymskokatolickiej w Pieckach, jednak ten utrzymywał, że wikariusz nie jest obecny w Nawiadach. Następnego dnia w zajętym kościele wikariusz odprawił kolejne nabożeństwo katolickie.
W czerwcu 1981 Konsystorz Kościoła Ewangelicko-Augsburskiego zwrócił się do kurii diecezji warmińskiej z protestem przeciwko bezprawnemu zajęciu przez katolików mienia parafii ewangelickiej. Nabożeństwa ewangelickie zostały przeniesione do salki. 28 lutego 1982 ksiądz katolicki prowadzący nabożeństwo w kościele zabranym ewangelikom nawoływał podczas kazania do zgromadzonych wiernych o odebranie ewangelickiej parafii również sali nabożeństw.
24 maja 1983 katolicy podpisali umowę najmu zagrabionego kościoła na 10 lat. Po jej wygaśnięciu obiekt został im sprzedany.
W 2007 zbór w Nawiadach liczył 20 wiernych. Kilka lat później zaprzestano prowadzenia tam nabożeństw, a filiał został zamknięty w 2013. Wierni z miejscowości dojeżdżają na nabożeństwa do kościoła w Mrągowie.

### Piecki

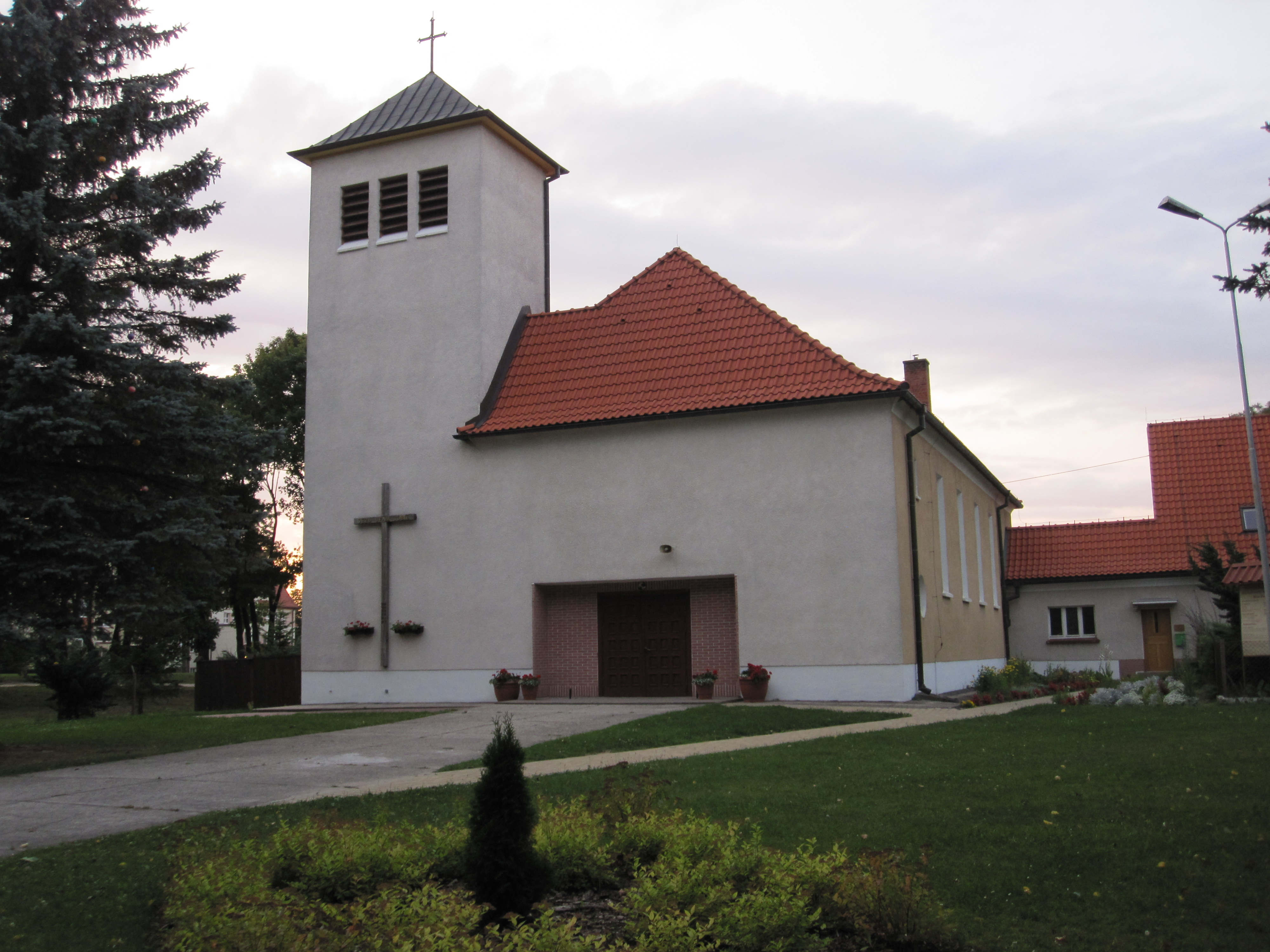
Dawny kościół ewangelicki w Pieckach

Piecki należały do parafii w Nawiadach. W 1912 otwarta została tu kaplica filialna, w której nabożeństwa prowadzili duchowni dojeżdżający z Nawiad. 
27 stycznia 1927 został przedstawiony pierwszy projekt budowy kościoła w Pieckach. Został on jednak zastąpiony nowym, a prace rozpoczęto w 1933 i ukończono rok później. 23 września 1934 miała miejsce uroczystość jego poświęcenia, a Piecki oddzieliły się od Nawiad jako samodzielna parafia z własnym duchownym.
Obok kościoła zlokalizowana była plebania mieszczącą osiem pokoi, do parafii należało również 1,5 ha ziemi ornej.
Pracę duszpasterską w parafii po II wojnie światowej rozpoczął dk. Edward Szendel. Pierwsze powojenne nabożeństwo zostało przez niego tu poprowadzone 20 stycznia 1946. Na przełomie stycznia i lutego 1946 na terenie parafii zamieszkiwało 105 zadeklarowanych i 350 niezadeklarowanych wiernych. Powstała wówczas rada kościelna, mająca otoczyć opieką własność parafii. 
W wyniku zgody ewangelików, dwa-trzy razy w miesiącu w kościele prowadzone były nabożeństwa katolickie, które odprawiał ksiądz dojeżdżający z Mrągowa. Katolicy żądali jednak oddania im kościoła w Pieckach na własność, argumentując to brakiem kościoła rzymskokatolickiego na terenie powiatu i bliskością ewangelickiego kościoła w Nawiadach, oddalonego od Piecek o 4 km.
Na mocy decyzji Konsystorza Kościoła Ewangelicko-Augsburskiego z dnia 19 lipca 1946 kościół w Pieckach przekazany został katolikom na własność na czas pięciu lat, po weryfikacji całej miejscowej ludności liczono na jego zwrot. W momencie tym w tutejszej parafii było 500 zadeklarowanych oraz 700 niezadeklarowanych członków. 13 września 1946 przez władze dla ewangelików został przydzielony dom zlokalizowany w Pieckach przy drodze do Nawiad. Parafia liczyła wtedy 1440 wiernych. Na początku 1949 skupiała 1118 członków. 
Zgodnie ze stanem na 31 grudnia 1951 w parafii było 1112 osób. Nabożeństwa odbywały się w kaplicy w domu udostępnionym do użytku ewangelikom na mocy decyzji władz wojewódzkich. W ciągu 1951 miało miejsce 14 chrztów, 4 śluby, 13 pogrzebów, 35 osób przystąpiło do konfirmacji, a 160 dzieci uczęszczało na lekcje religii.
W listopadzie 1952 duszpasterzem parafii w Pieckach został ks. Henryk Jarzombski. 
Do zwrotu kościoła po wygaśnięciu umowy nie doszło. W czerwcu 1953 niektórzy z członków rady parafialnej w Pieckach wyrażali obawy, że upomnienie się o zwrot miejscowego kościoła może pogorszyć istniejącą sytuację i wywołać ze strony władz weryfikację całego stanu posiadania ewangelików w południowej części powiatu mrągowskiego. Zdanie to podzielał również senior diecezji ks. Edmund Friszke. W lipcu 1953 Prezydium Wojewódzkiej Rady Narodowej w Olsztynie poinformowało, że kościół nie zostanie zwrócony.
Ks. Henryk Jarzombski został zwolniony z pełnionego stanowiska na mocy nakazu Referatu do Spraw Wyznań Wojewódzkiej Rady Narodowej w Olsztynie skierowanego do Naczelnej Rady Kościoła w marcu 1954. Nowym duszpasterzem parafii został dk. Gerhard Dosch.
Nabożeństwa były prowadzone co dwa tygodnie, co spowodowane było ustaleniami z dnia 10 marca 1954 pomiędzy radą parafialną i Referatem do Spraw Wyznań w Mrągowie, na mocy których miały odbywać się z tą częstotliwością do czasu uzyskania przez parafię prawa własności do użytkowanej przez nią nieruchomości z kaplicą oraz jej oficjalnego zarejestrowania. Obiekt został przekazany na własność parafii decyzją Urzędu do Spraw Wyznań z 12 kwietnia 1958.
W końcu listopada 1958 parafia liczyła 280 członków. W okresie 1958–1959 opiekę duszpasterską nad tutejszymi wiernymi prowadził ks. Jan Noga, a po nim administratorem został tu ks. Edward Busse z parafii w Mrągowie. Od października 1959 zbór w Pieckach obsługiwał ks. Tomasz Bruell. 
W 1959 Piecki przekształcono w stację kaznodziejską parafii w Mrągowie. We wrześniu 1960 pracę w parafiach w Pieckach i Nawidach objął ks. Jan Szarek, pełniąc ją do czerwca 1962. Jego następcą został ks. Wiesław Grochal.
W lutym 1963 w parafii było 349 wiernych. W 1965 przez Gromadzką Radę Narodową został przeprowadzony remont budynku, w którym zlokalizowana była kaplica. Piętro tego obiektu było zajmowane przez lokatorów zakwaterowanych tam przez Gromadzką Radę Narodową, wobec czego zaistniała konieczność umocnienia stropów. Po pracach tych kaplica ewangelicka nie nadawała się do dalszego użytku, a w wyniku braku środków na przeprowadzenie niezbędnego remontu pomieszczenia, parafia wystosowała prośbę o wsparcie finansowe do Konsystorza oraz Wydziału do Spraw Wyznań, spotykając się z odmową ze strony drugiej z tych instytucji.
Od maja 1967 do lipca 1969 stacja kaznodziejska obsługiwana była przez ks. Edmunda Schmidta z parafii w Ukcie. Następnie powróciła do parafii w Mrągowie.
W 1973 na mocy decyzji rady parafialnej w Mrągowie zrezygnowano z użytkowania sali parafialnej w Pieckach, a wszystkie aktywności, jak nabożeństwa, czy lekcje religii, odbywały się od tego czasu w kaplicy. W 1973 zbór w Pieckach skupiał 60 członków, natomiast do 1980 liczba ta spadła do 30 osób. Budynek, w którym znajdowała się kaplica został w późniejszym okresie zniszczony w wyniku pożaru, wobec czego na terenie miejscowości zaprzestano organizacji nabożeństw.